# J. P. R. Ochieng'-Odero
James Patrick Roberts Ochieng'-Odero (auch James Patrick Odieng-Ochero; Pseudonym: Jimi Patt Roberts; * 1957 in Nairobi) ist ein kenianischer Biologe und Dramatiker, der in Deutschland vor allem durch seine Hörspiele bekannt ist.

## Leben
Ochieng'-Odero schrieb bereits während seiner Studienzeit in Nairobi sein erstes Theaterstück, das dort bei einem Festival den ersten Preis erhielt und vom Fernsehen produziert wurde. An der Universität von Pune in Indien, wo er sein Studium der Zoologie fortsetzte, gründete er eine afrikanische Theatergruppe. Er hat in 1988 ein Promotionsstudium an der University of Auckland in Zoologie abgeschlossen.
Im Anschluss an ein vom Westdeutschen Rundfunk und dem Goethe-Institut in Nairobi durchgeführten Hörspielseminar nahm er an dem ausgeschriebenen Wettbewerb teil und gewann mit Warum? Im Namen Gottes den Ersten Preis. Es wurde 1985 vom WDR unter dem Autorennamen „Jimi Patt Roberts“ mit Günther Sauer als Regisseur produziert und im März 1985 als Hörspiel des Monats ausgezeichnet. 1987 folgte Der verrückte Bettler-König vom Busdepot und 1988 das Hörspiel Bier, in dem Ochieng'-Odero sich mit dem Thema AIDS auseinandersetzte. Sein viertes Hörspiel beim WDR veröffentlichte er 1998 unter dem Namen „J. P. R. Ochieng'-Odero“.
Ende der 1980er Jahre unterrichtete Ochieng'-Odero Entomologie an der Universität Auckland, wo er 1989 promoviert wurde.

## Werke
Hörspiele
- 1985: Afrika: Tradition und Gegenwart: Warum? Im Namen Gottes – Regie: Günther Sauer (Original-Hörspiel – WDR)
  - Auszeichnung: Hörspiel des Monats März 1985
- 1987: Der verrückte Bettler-König vom Busdepot – Regie: Klaus-Dieter Pittrich (Originalhörspiel – WDR/DW)
- 1988: Afrika: Tradition und Gegenwart: Bier – Regie: Frank Erich Hübner (Originalhörspiel – WDR)
- 1998: Afrika: Tradition und Gegenwart: Meine Geschichte mit Dodo oder Wirtschaftswunder auf Afrikanisch – Regie: Klaus Wirbitzky (Originalhörspiel – WDR)

Theaterstücke
- Slow down my teacher. Acacia Publ., Nairobi 2001, ISBN 9966-917-22-5.
- When it rains … Acacia Publ., Nairobi 2010, ISBN 9966-917-68-3.